# Győr–Sopron–Ebenfurti Vasút

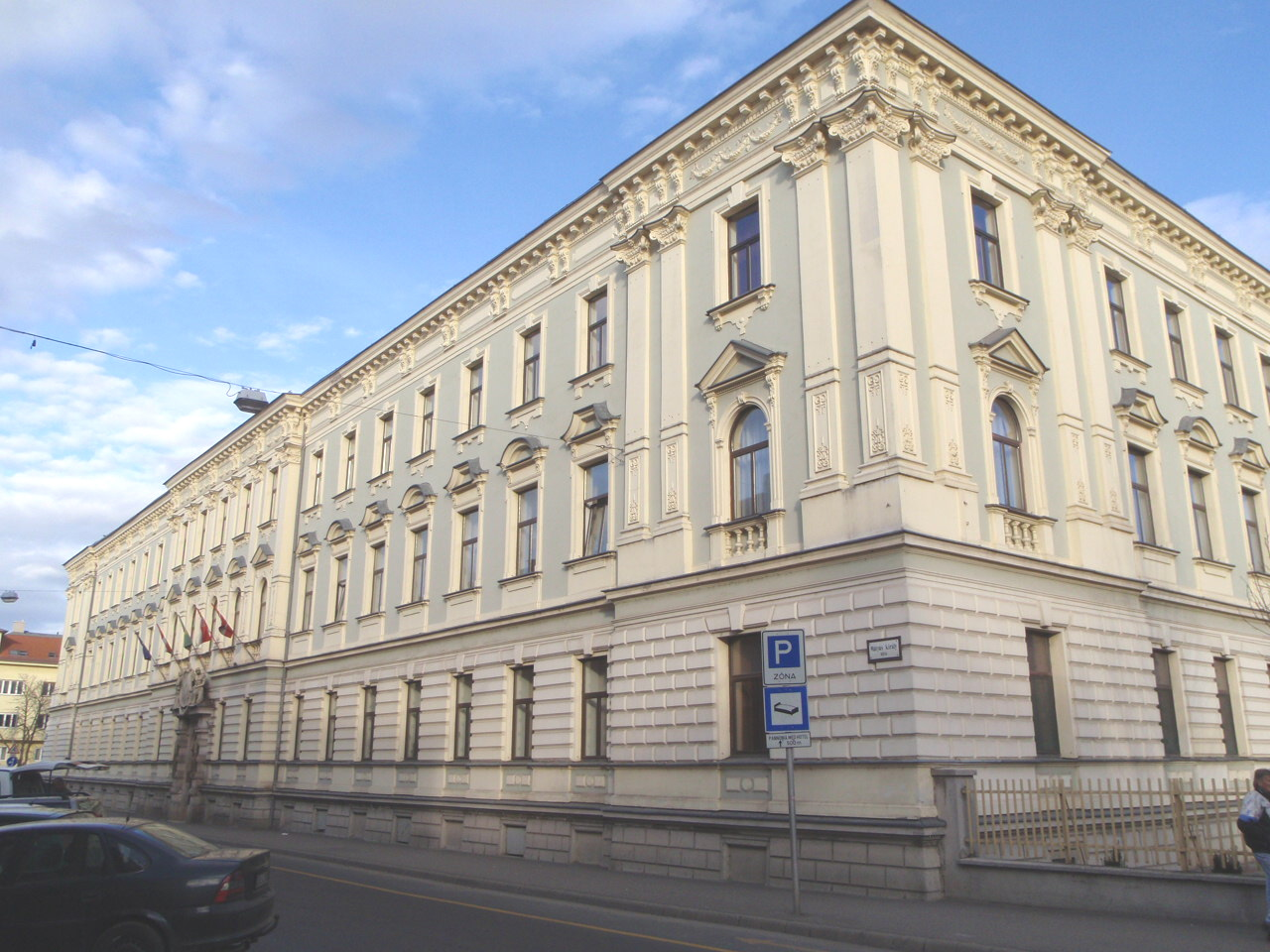
A GYSEV-székház Sopronban

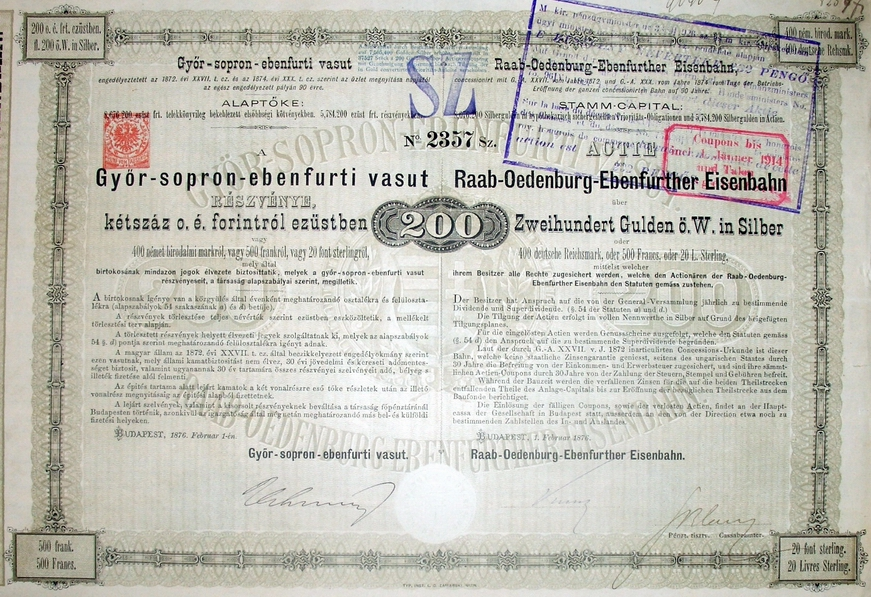
200 osztrák értékű forint értékű GYSEV részvény 1876-ból

A GYSEV 2011 decemberében kibővült hálózata

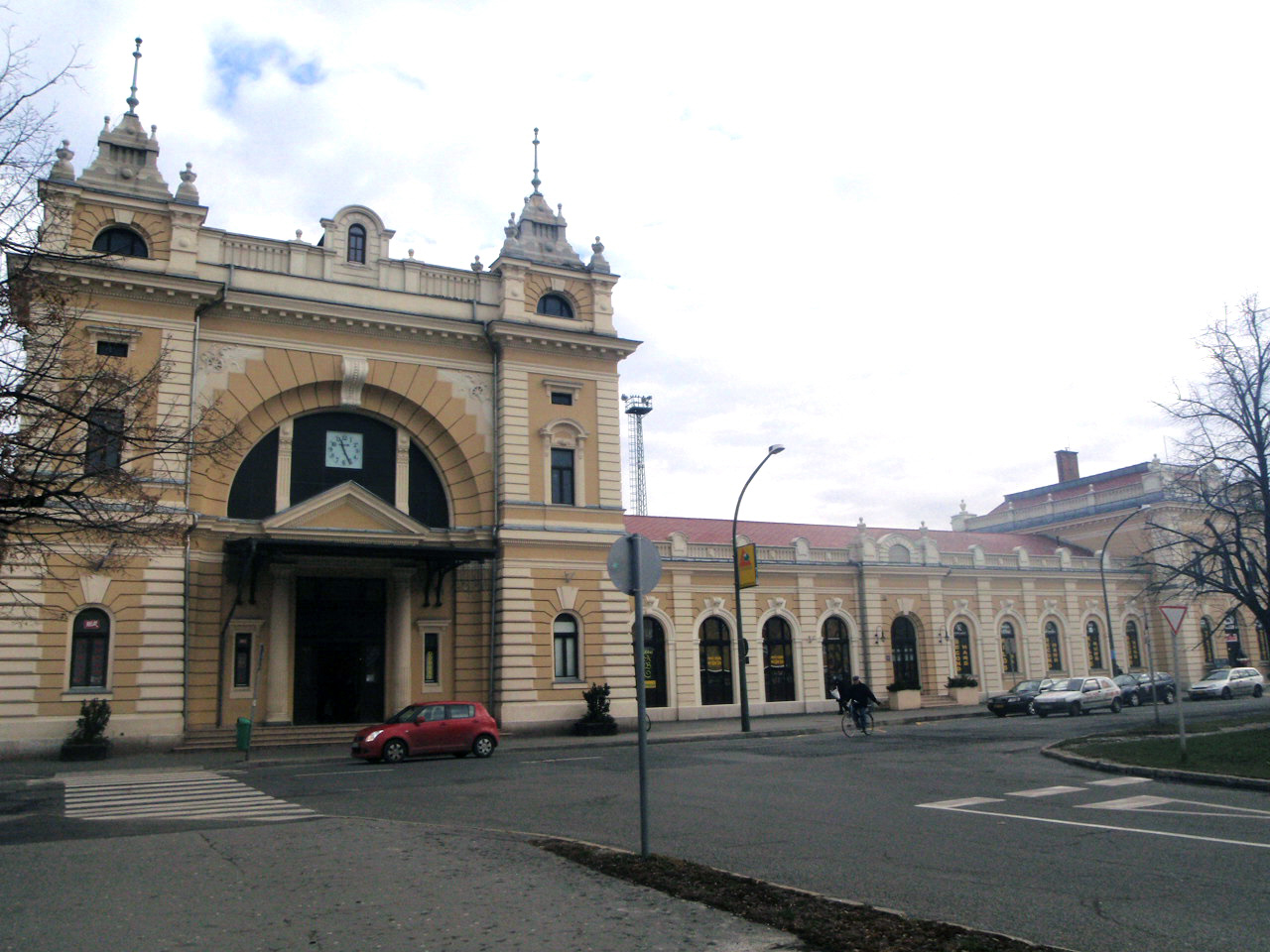
A szombathelyi vasútállomás a GYSEV legnagyobb pályaudvara

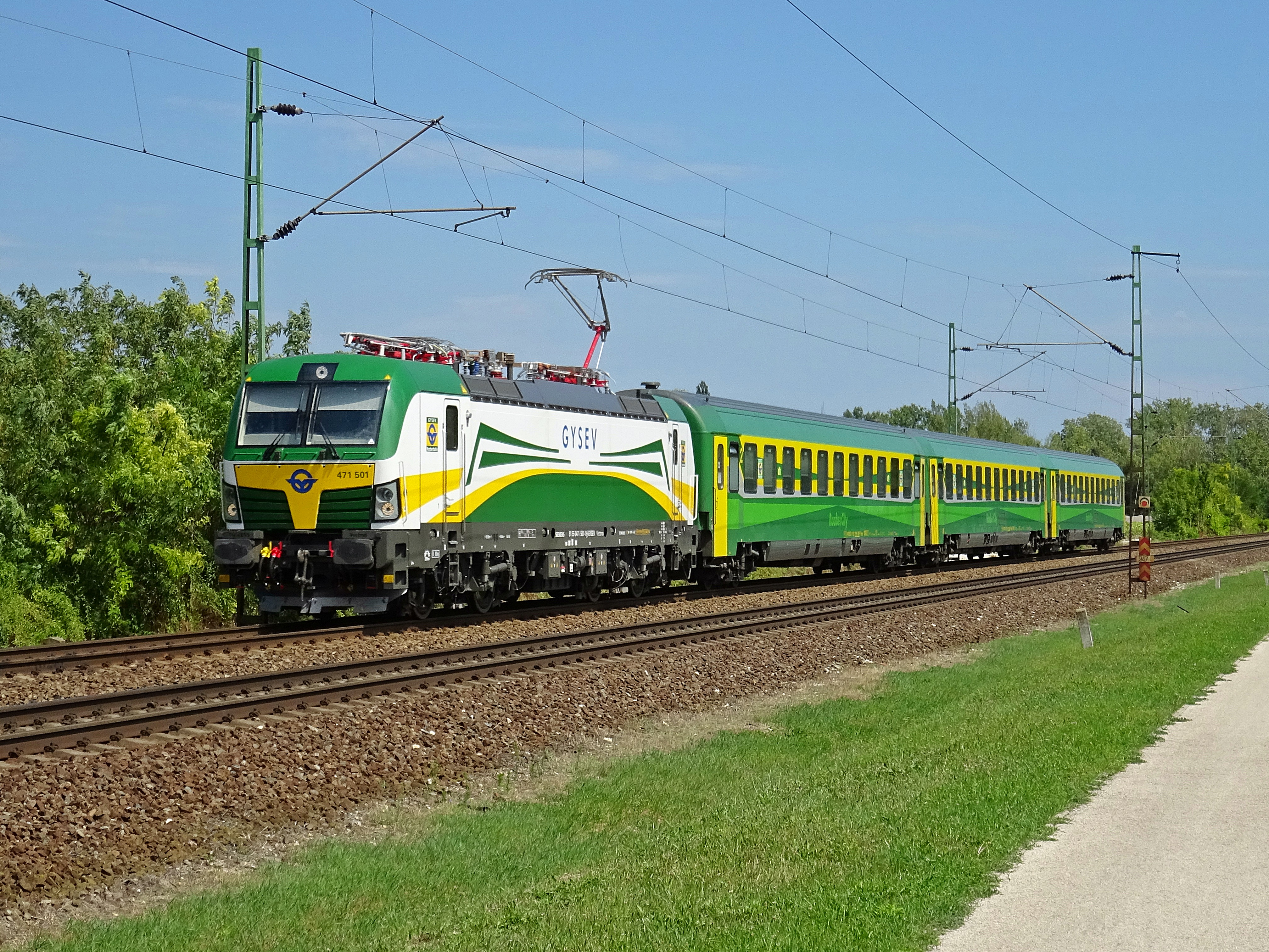
GYSEV-IC az 1-es vonalon Szőnynél

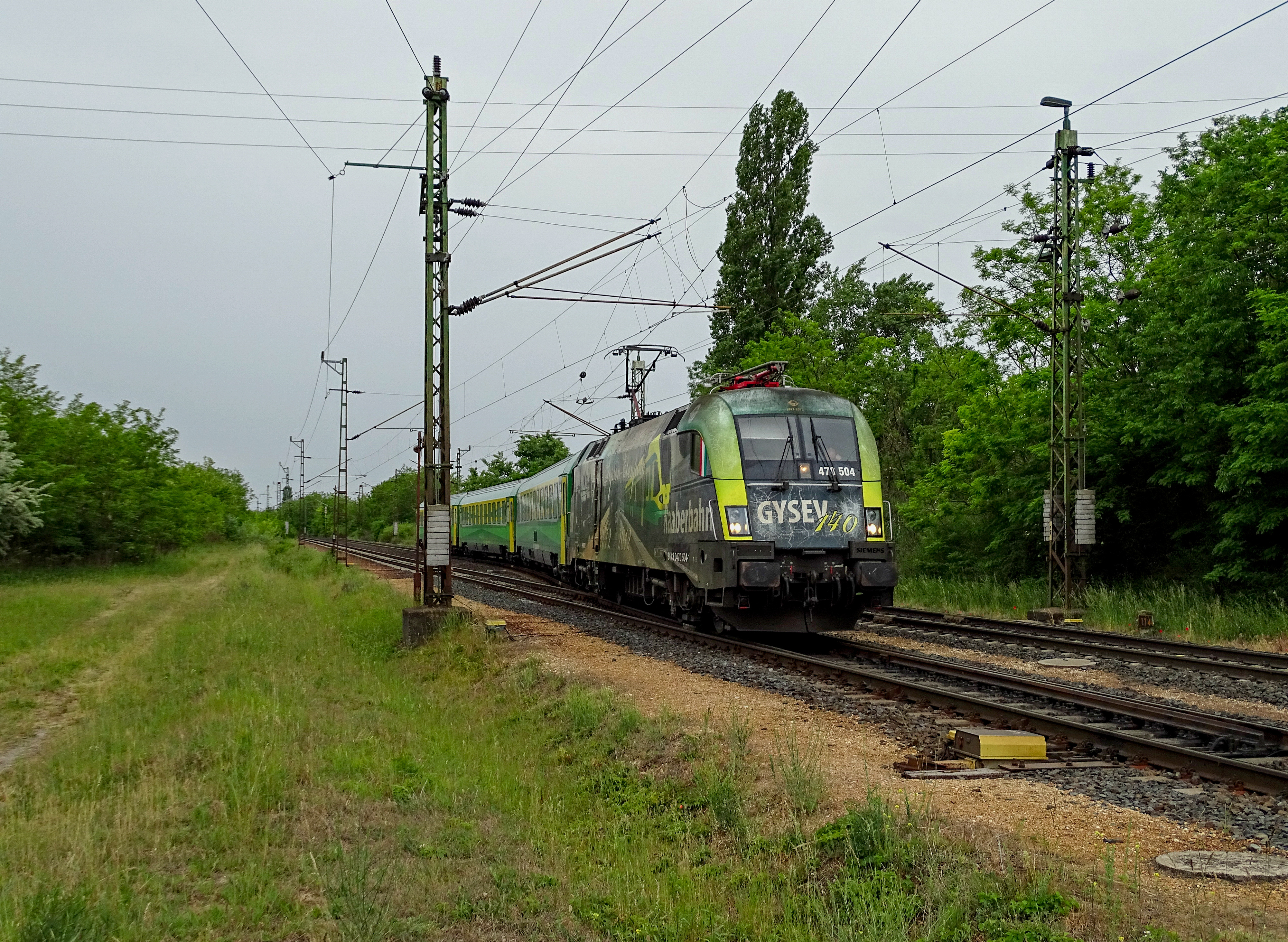
GYSEV-IC az 1-es vonalon Ácsnál

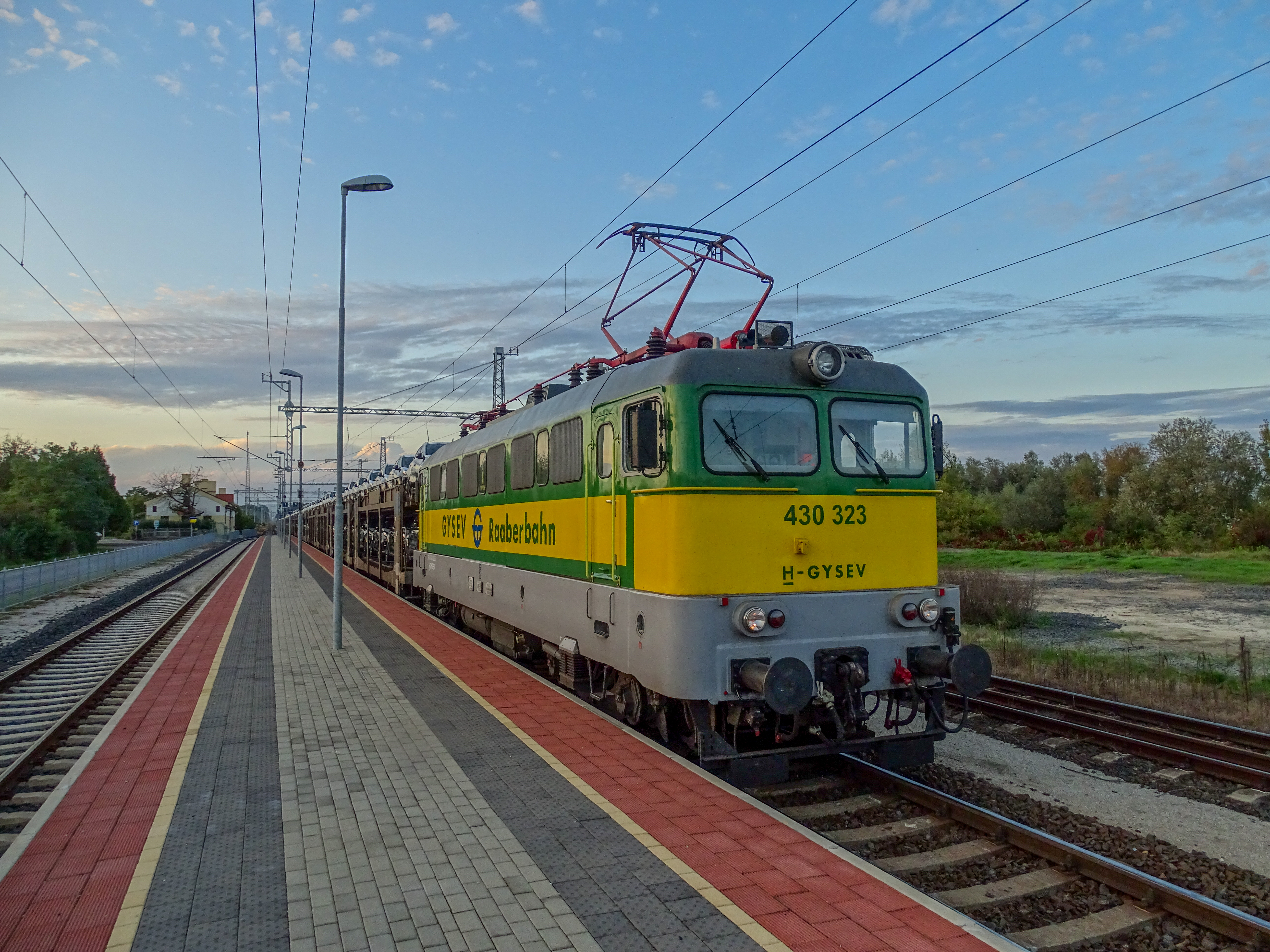
430 323 Koperbe tartó autószállítóval Püspökmolnáriban

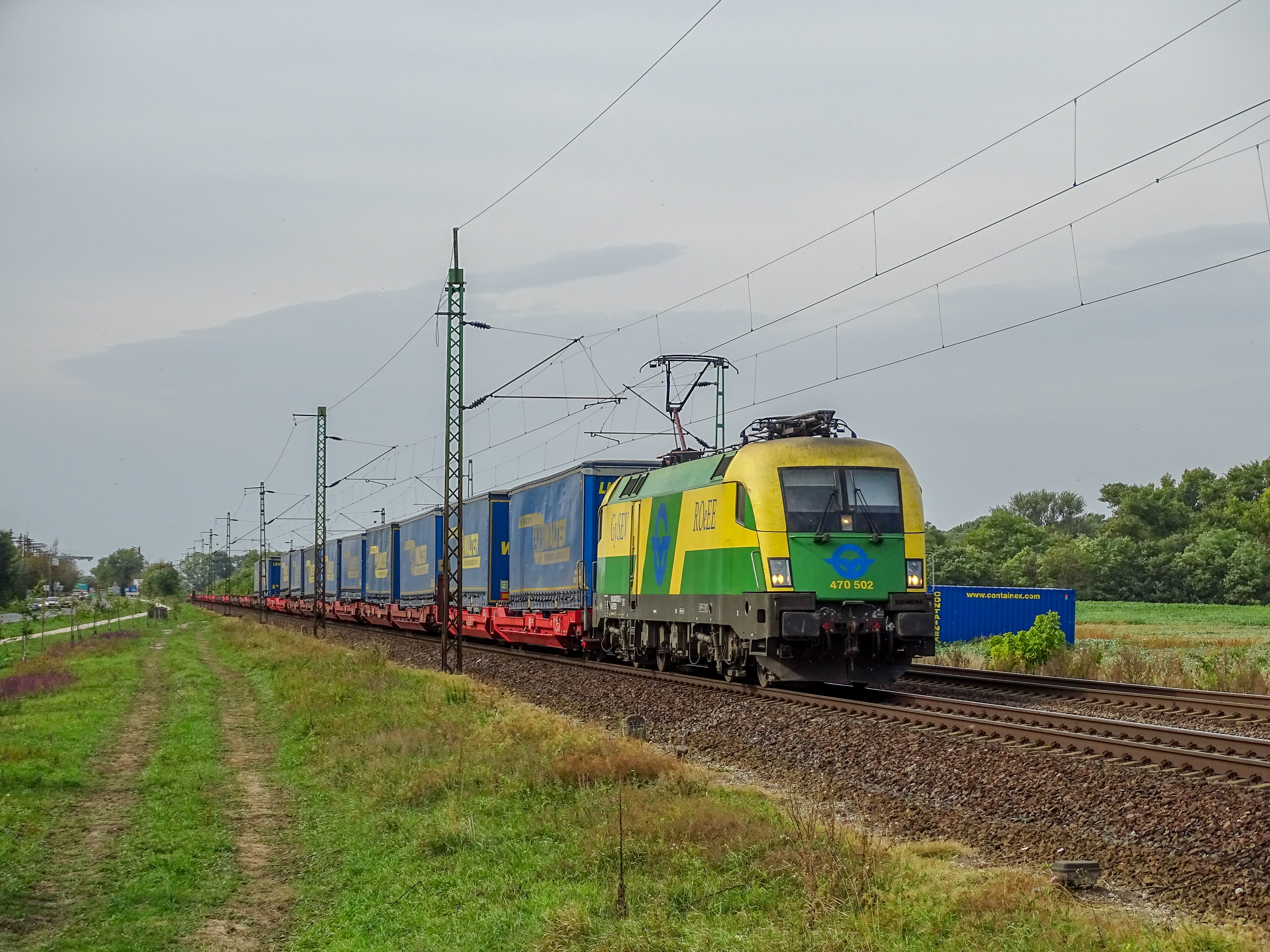
GYSEV Taurus Szőnynél, Püspökladányba tartó félpótkocsis vonattal

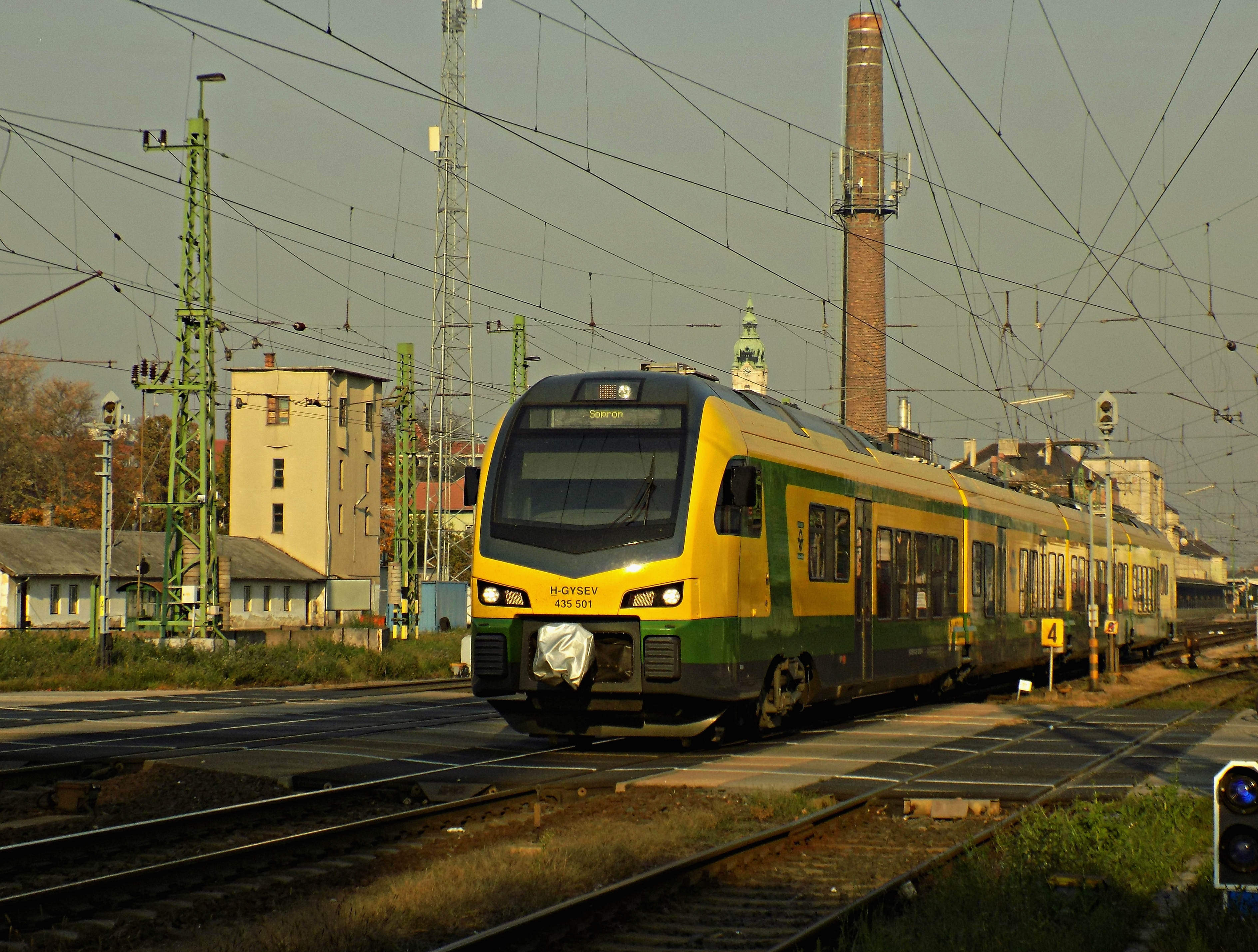
A GYSEV 435 501 FLIRT 3 motorvonata Győrben

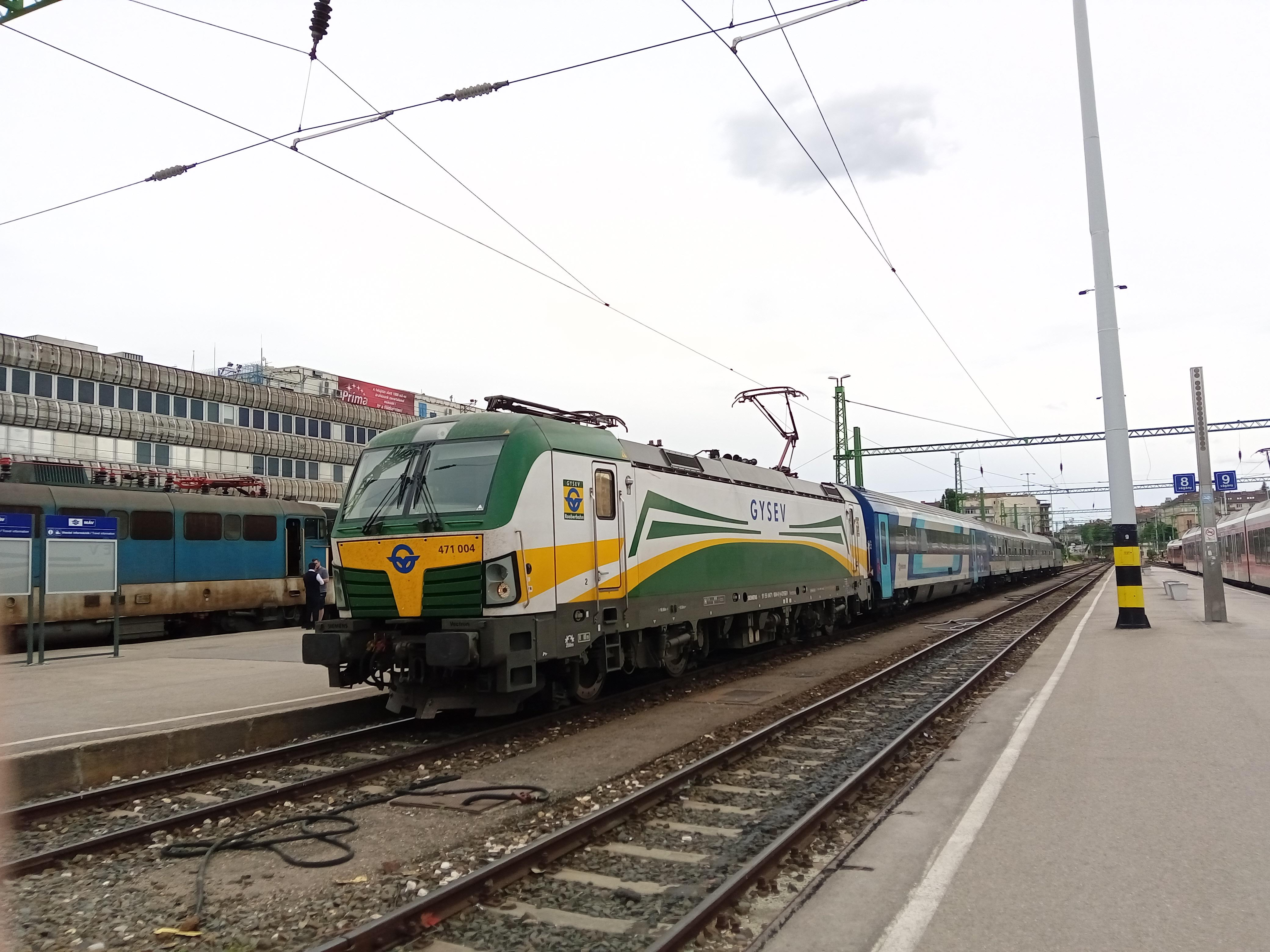
GYSEV Siemens Vectron Budapest-Déliben

A Győr–Sopron–Ebenfurti Vasút Zrt. rövidítve GYSEV (kiejtése: „gyesev”), németül: Raab–Oedenburg–Ebenfurter Eisenbahn AG, rövidítve Raaberbahn (2008 előtt: ROeEE), (magyar beceneve – a járművek színezése miatt – „Repcevasút”) Magyarországon és Ausztriában működő magyar tulajdonú, 752 kilométeres pályahálózatot fenntartó és üzemeltető integrált vasúttársaság. Székhelye Sopronban, ausztriai központja Vulkapordányban található.

## Története
A társaság működését 1872-ben Viktor Erlanger báró kérelmezte, amelyet az 1872. évi XXVII. törvény szentesített.
A részvénytársaság alakuló közgyűlését 1875. február 1-jén Budapesten tartották meg, melyen Viktor Erlanger báró nem vett részt. Az ő nevében testvére, Ludwig Erlanger, aki a bécsi Erlanger banknak volt a vezetője, jelent meg e közgyűlésen. Ő az alapító közgyűlést azzal nyitotta, hogy "az engedélyokirat által részére (és nem Viktor részére!) biztosított jogokat a létrehozandó részvénytársaságra ruházza át". Ezek után kijelenthetjük, hogy "a legkisebb Erlanger-fiúhoz, Viktorhoz, ugyanis a GYSEV engedélyokiratának nevére történő kiállításán kívül érdemben más nem fűződik".
Az első vonalszakasz Győr és Sopron között 1876. január 2-án nyílt meg. A Sopron és Ebenfurt közötti szakaszt 1879. október 28-án adták át a forgalomnak. A csatlakozó Fertővidéki Helyiérdekű Vasút 1897. december 19-én kezdte meg működését.
Az Osztrák–Magyar Monarchia felbomlása után cégjogi szempontból különös módon fennmaradt vasúttársaság az I. világháború végén még önálló, a MÁV-tól független vasút volt, amelynek két országbeli működését és önállóságát a trianoni béke konzerválta.
1942. június 30-án bekövetkezett a GYSEV történetének legsúlyosabb balesete a Fertővidéki Helyiérdekű Vasút vonalán. A Celldömölkről Sopronba tartó BCmot 16 pályaszámú motorkocsiból és két mellékkocsija szinte fékezés nélkül belerohant a nyílt pályán, Vönöck állomás bejárati jelzője előtt álló vegyesvonatba. A baleset a szerelvény megfékezettségének hiánya miatt következett be, mivel a mellékkocsikat Celldömölkön nem kötötték be a főlégvezetékbe. A tragédiának 80 sérültje és négy halottja volt.
1973. november 15-én reggel szintén súlyos baleset történt, amikor is a menetrendnek megfelelően M62-es mozdonnyal elindult Sopronból Győrön át Budapestre tartó Ciklámen Expressz. Ezzel egy időben Fertőboz vasútállomáson fék műszaki hibás tehervonat vesztegelt. A rosszul kezelt, úgynevezett térközjelző beállítás miatt a Budapestre tartó vonat vezetője joggal hihette, hogy szabad előtte a pálya. Aztán Fertőboz előtt azt vette észre, hogy a saját vágányán egy másik szerelvény is áll. Az ütközést azonban nem lehetett elkerülni. A balesetben huszonhárman sérültek meg, közülük hatan súlyosan. A sérültek között volt a Ciklámen expressz mozdonya mögé sorozott kazánkocsi fűtője, a mozdonyvezető, a vonatvezető, valamint a tehervonat fűtője is, akik könnyebb sérülést szenvedtek.
1979. május 26-ával megszüntették a Fertővidéki Helyiérdekű Vasút Fertőszentmiklós–Celldömölk viszonylatát. A mai helyiérdekű vasút ötven kilométeres pályájából 13 kilométer Magyarországon, a többi Ausztriában található.
1987-ben elkészült a Győr–Sopron-vasútvonal villamosítása, amelynek keretében 1987. május 15-én 7 darab V43 320-326 pályaszámú mozdony érkezett a M41-es dízelmozdonyokért cserébe.
A GYSEV ma két országban hat jelentős vasútvonalat, valamint az Európai Gazdasági Térség területén érvényes engedélyével mindkét országban vasúti személyszállítást, továbbá Európa-szerte vasúti árufuvarozást végez. Egyik korábbi csatlakozó mellékvonala, az 1880-as évek szabályai szerint helyi érdekű vasútként létrehozott Fertővidéki Helyiérdekű Vasút (Fhév) formailag önálló vasúttársaság, amelynek azonban a vasútüzemi kiszolgálását a GYSEV végzi el.
A vasútvonalak bővítése a Sopron–Szombathely-vasútvonal 2001-es MÁV-tól való átvételével kezdődött. A leromlott pálya villamosítása és sebességnövelő beruházások végrehajtása 2002-től kezdődtek el. A vasúttársaság területe 2006 decemberében tovább bővült a Szombathely–Szentgotthárd-vasútvonallal, amelyet a 2009 szeptemberétől indult 2011-ig tartó kivitelezéssel felújítottak és villamosítottak.
A Nemzeti Fejlesztési Minisztérium döntése alapján 2011. október 1-jétől az üzemeltetést, december 11-től pedig a közszolgálati személyszállítást vette át a GYSEV a Rajka–Hegyeshalom–Csorna–Répcelak–Porpác, a Porpác–Szombathely, a Szombathely–Kőszeg, a Szombathely–Zalaszentiván, valamint a jelenleg nem működő Körmend–Zalalövő-vasútvonalon, így a működési területe újabb 214 km vasútvonallal és a szombathelyi vasútállomással bővült.
A hálózat jelentős bővítése révén immár Sopron állomást megelőzve Szombathely vasútállomása lett a legnagyobb pályaudvara a GYSEV-nek.
2013. december 6-án átadták a Sopron–Szombathely–Szentgotthárd-vasútvonalon közlekedő Stadler FLIRT motorvonatokat, amelyek december 15-től álltak szolgálatba.
2014-ben 5 db Siemens Desiro ML motorvonatra szerződött a vasúttársaság 32 millió euró értékben, amelyek 2016. szeptember 4-től már a Bécs–Sopronkeresztúr, Bécs–Pomogy szakaszon, majd decembertől a Vulkapordány–Nezsider szakaszokon teljesítenek szolgálatot.
2016 augusztusában jelentették be, hogy újabb 10 db FLIRT 3 típusú járművet vásárol 21,5 milliárd forintért. A tervek szerint az első járművet 2018 márciusában, míg a tizedik vonatot 2019 januárjáig szállítja le a gyártó.
2017. március 14-én jelentették be, hogy 5 db – két, kisegítő dízelmotorral is felszerelt, kétáramnemű Vectron AC, és három, háromáramnemű Vectron MS mozdonyt, és további 4 db opciós mozdonyt vásárol 12,5 milliárd forintért. Az első két járművet 2017 májusában, majd 3-at júliusban le is szállította gyártó. A vasúttársaság az opcióban jelzett 4 gépre is megrendelést adott.
2017. december 10-től újraindult a vasúti személyforgalom a Rajka és Oroszvár közötti határátmeneten. A vonatokat a GYSEV közlekedteti Hegyeshalom–Rajka–Oroszvár–Pozsonyligetfalu viszonylatban.
2009-2024 között a társaság részvényeinek tulajdonosi szerkezete: magyar állam 65,64%, osztrák állam 28,24%, és a Strabag SE 6,12%. 2024-ben a magyar állam megvásárolta az osztrák Strabag SE részvényeit, így a jelenlegi tulajdonosi szerkezet ekkortól: a magyar állam 71,76%, az osztrák állam 28,24%. 2025. január elsején az igazgatóság elnöke Mosóczi László volt államtitkár, a MÁV-START Zrt. korábbi vezérigazgatója lett, továbbá igazgatósági taggá választották Hegyi Zsoltot, a MÁV Zrt. vezérigazgatóját.
2025. július 1-jétől a a 10-es vonal Győrszabadhegy–Celldömölk szakasza, a 11-es vonal Győrszabadhegy–Veszprém szakasza, a 13-as vonal Veszprémvarsány–Franciavágás szakasza, a 14-es vonal Pápa–Csorna szakasza, a 17-es vonal Zalaszentiván–Nagykanizsa szakasza, a 20-as vonal Porpác–Székesfehérvár szakasza (Székesfehérvár állomás már nem),a 23-as vonal Zalaegerszeg–Rédics szakasza ,a 24-es vonal Zalabér–Batyk–Zalaszentgrót szakasza, a 25-ös vonal Boba–Őriszentpéter–országhatár szakasza, a 26-os vonal Ukk–Balatonszentgyörgy szakasza (Balatonszentgyörgy állomás már nem),a 27-es vonal Hajmáskér–Csajág szakasza (Csajág állomás már nem),a 30-as vonal Murakeresztúr országhatár–Balatonszentgyörgy szakasza (Balatonszentgyörgy állomás már nem), a 41-es vonal Murakeresztúr–Gyékényes–országhatár szakasza került a GYSEV üzemeltetésébe a MÁV-csoporttól.

## A GYSEV vasúttársaság jelene és fejlesztései
A GYSEV-nek jelentős szerepe van a Bécset Sopronon keresztül Győrrel és Budapesttel összekötő forgalomban, valamint a Szombathely–Szentgotthárd–Graz közötti viszonylatban. A Fertővidéki Helyiérdekű Vasút Zrt. vonalán, az Osztrák Szövetségi Vasutakkal együttműködve, 2007 decemberétől vasúti kapcsolatot létesítettek Stájerország és Nyugat-Magyarország, valamint Burgenland között. (Tagjai a Keleti Régió Közlekedési Szövetségnek (VOR), melynek székhelye Bécsben van.)
2009-ben a menetrendváltás után újabb vasútvonalakat zártak be Magyarországon. Akkor már felmerült a lehetősége, hogy a bezárandó vonalak közül a GYSEV néhányat átvenne a nyugati országrészben további üzemeltetés céljából.
2011 decemberétől a GYSEV zömében Vas vármegyében fekvő, összesen 214 kilométernyi vasútvonalat vett át a MÁV-tól, valamint a szombathelyi vasútállomást, történetében a legjelentősebb mértékben bővítve ezzel hálózatát. A MÁV más vonalain hasznosította az itt felszabaduló mozdonyokat, Bzmot motorvonatokat és személykocsikat.
A vasúttársaságnak 2010-ben összesen 5 millió 8 ezer utasa volt. 2011-ben megfordult az addigi trend: az év márciusától folyamatosan emelkedett az utasok száma: az előző év azonos időszakához képest augusztusra már csaknem 6, októberre pedig 7,5 százalékkal utaztak többen a GYSEV járatain. Az összesített adatok alapján év végére 245 ezerrel volt több utasa a vasúttársaságnak 2011-ben, mint 2010-ben. Legnagyobb mértékben, 16 százalékkal azon utasok száma emelkedett, akik teljes árú menetjegyet váltottak utazásukhoz. Az utasok tavaly csaknem 11 millióval több kilométert tettek meg a GYSEV vonalain, mint az előző évben. Nem változott jelentősen az utasok által megtett táv: ez 2010-ben és tavaly is 44 kilométer volt átlagosan. A vasúttársaság szerint ez azt jelenti, hogy elsősorban a naponta munkába igyekvők közül választották jelentősen többen a vasúti közlekedést. Az adatokban az átvett vonalak utasforgalma nem szerepel.
A GYSEV az ÖBB-nél leselejtezett 5047 és 5147 sorozatú motorkocsikat vett át.
2012-ben egymilliárdos vasútbiztonsági fejlesztés eredményeként a 434,7 kilométeres, 304 db vasúti átjáróval bíró hálózaton öt helyen Győr-Moson-Sopron vármegyében és három Vas vármegyei átkelőben szerelnek fel csapórudas félsorompót, 23 helyen jobban látható és hosszabb élettartamú LED-izzókat építenek a fényjelzőkbe.
A Győr–Sopron-vasútvonalon a teljes országhatárig tartó szakasz kétvágányúsítását tervezik. A projektet 2010. december 2-án nyújtották be, 2011. január 26-án pedig aláírták a támogatási szerződést. A hatástanulmányok készítése, Sopron esetében a vasút és város viszonyának vizsgálata folyik.
A GYSEV magyar vonalain 2011-ben összesen 3 millió 400 ezren utaztak, ez a szám 2014-ben 6,132 millió volt.
A Sopron-Szentgotthárd vasútfejlesztési projekt keretében 2012. szeptember 27-én elkészült Sopronban a Kőszegi utcai közúti aluljáró, majd 2012 október 18-án Szombathelyen a Csaba utcai közúti felüljáró. 2013. december 11-én átadták a Körmend vasútállomásán épült gyalogos felüljárót és a vonalon elkészült P+R parkolókat.
2015 év végére fejeződött be a Rajka–Hegyeshalom–Csorna–Porpác vasútvonal még hiányzó Mosonszolnok–Porpác szakaszának teljes villamosítása és a központi forgalomirányítás kiépítése, amelynek költsége 12 milliárd forint volt.
13,7 milliárd forintból végezték el a Szombathely–Zalaszentiván vasútvonal rekonstrukcióját, amelynek része volt a villamosítás és néhány jelentősebb állomás részleges átépítése. A Szombathely–Kőszeg-vasútvonalon elővárosi vasútvonal fejlesztését terveznek, ezen belül Kőszegen egy új intermodális csomópont épülhet ki a vonal meghosszabbításával és belvároshoz közeli (Kórház utca-Petőfi tér) új végállomás kialakításával. Itt megvalósuló beruházásban P+R, B+R parkoló, korszerű autóbusz-állomás is helyet kap.
2014 év elején 9 darab mozdony beszerzésére adtak ki felhívást. A cél, hogy négy két- és öt darab háromáramnemű mozdonyt vásároljanak. Előbbieknek a magyar, a német, az osztrák és a román, utóbbiaknak ezeken felül a cseh, a szlovén, a szlovák és a lengyel hálózatra is érvényes engedéllyel kell rendelkezniük.
2014-ben 5 db Siemens Desiro ML  motorvonatra szerződtek 32 millió euró értékben, amelyek 2016 decemberétől a Bécs–Sopronkeresztúr, Bécs-Pomogy és Vulkapordány–Nezsider szakaszokon fognak szolgálatot teljesíteni.

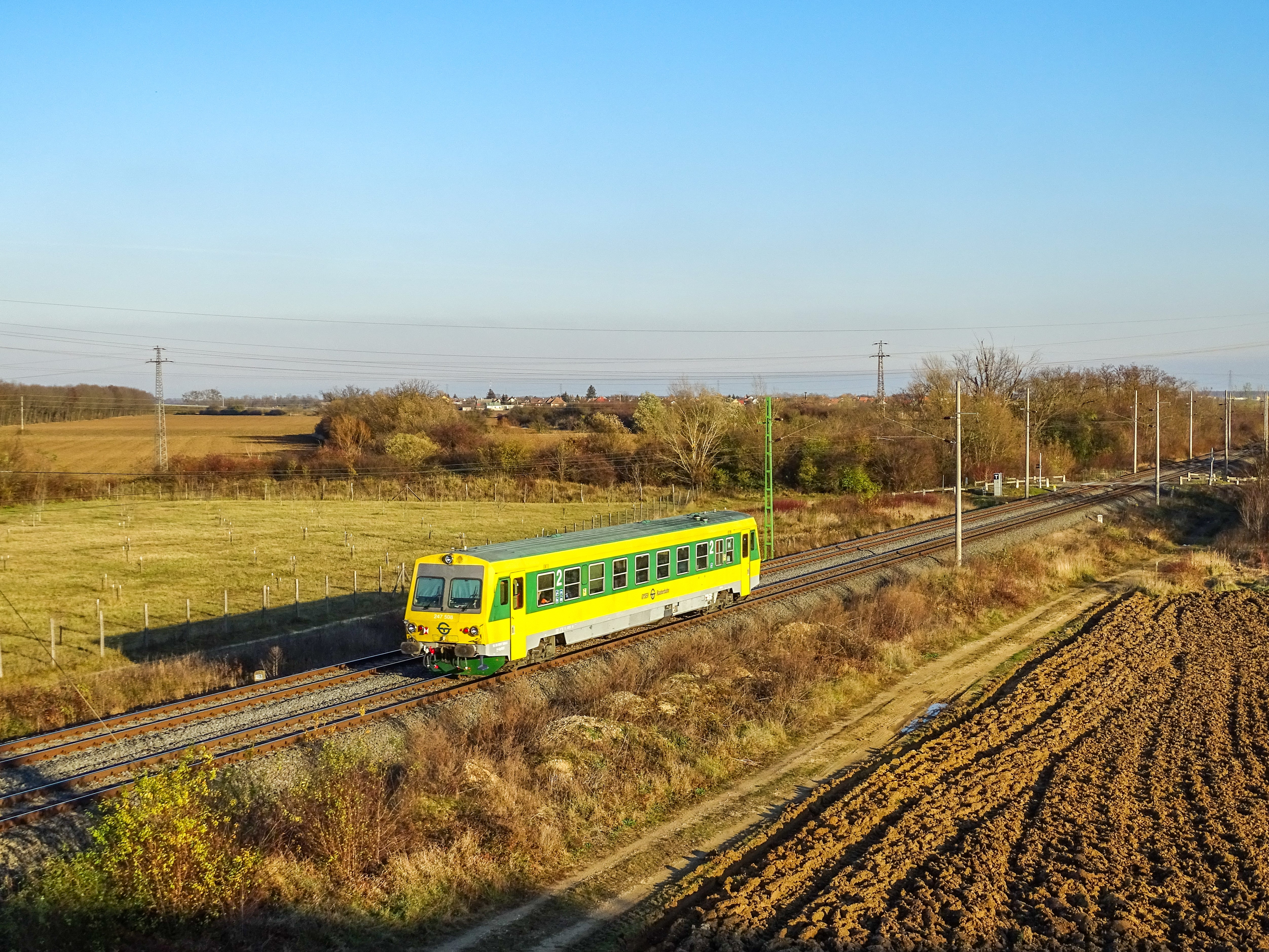
247-508 halad ki Szombathelyről
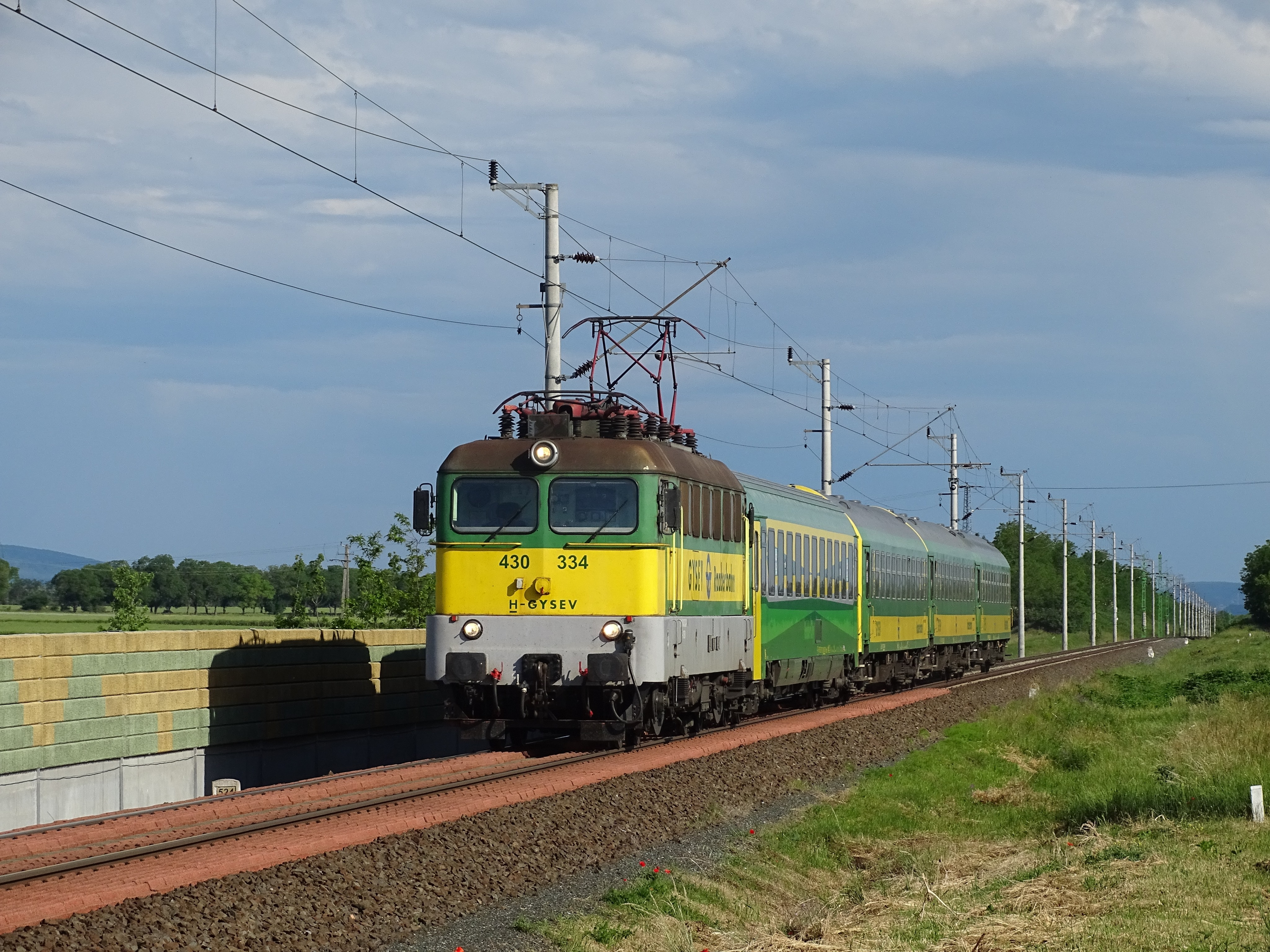
A cég Sopron-Pécs személyvonata
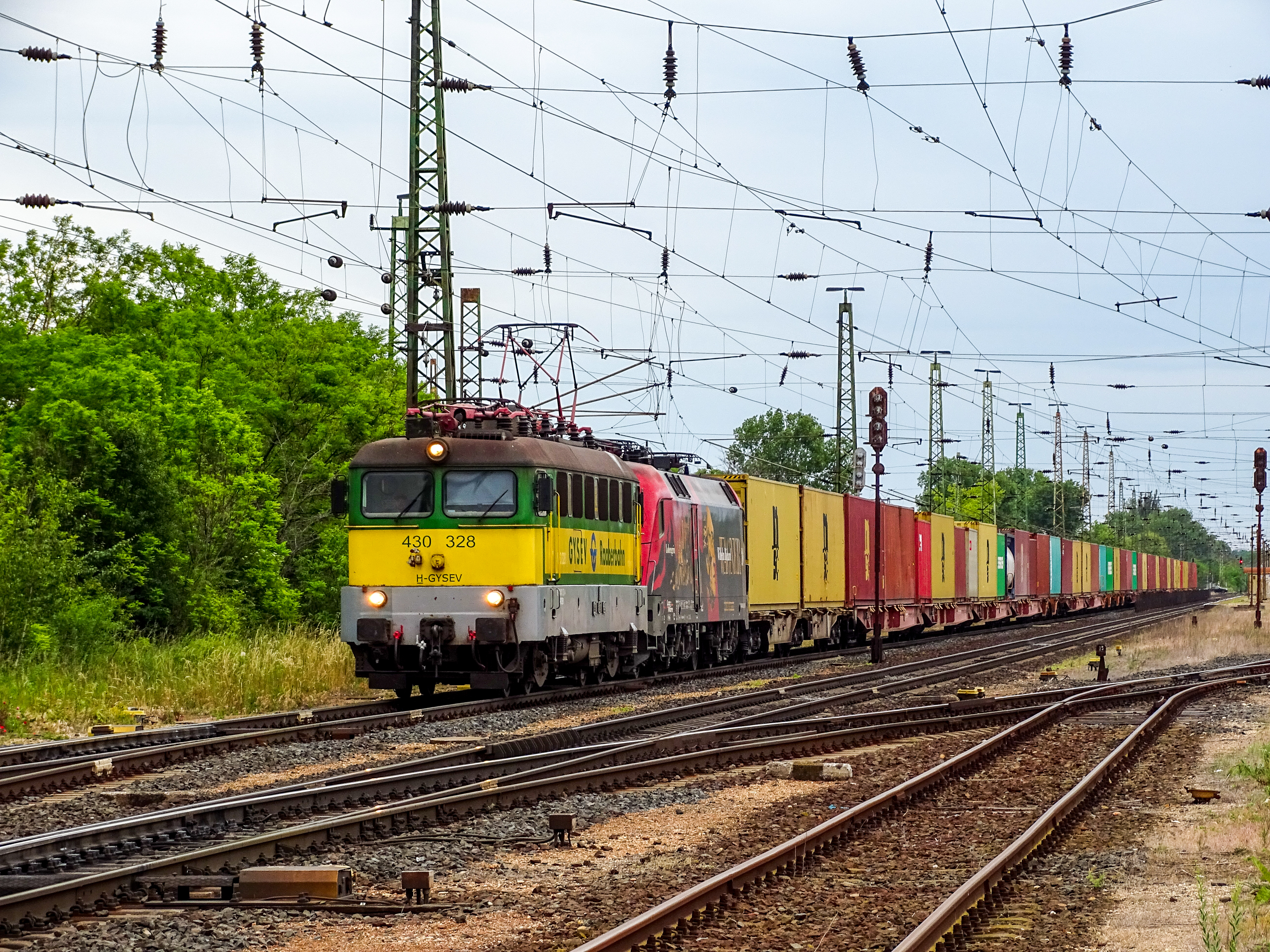
430-328 konténervonattal
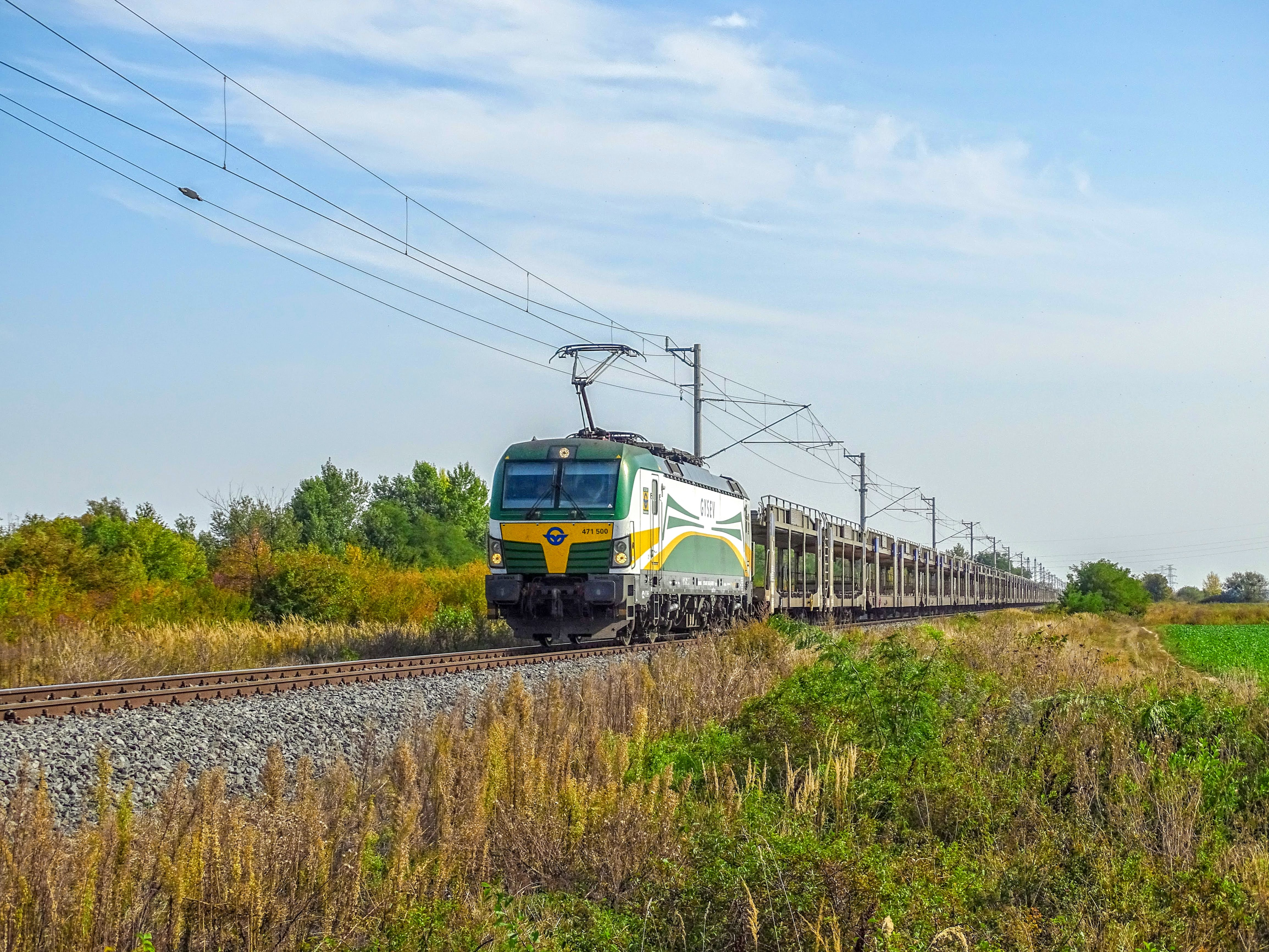
GYSEV Vectron autósvonattal
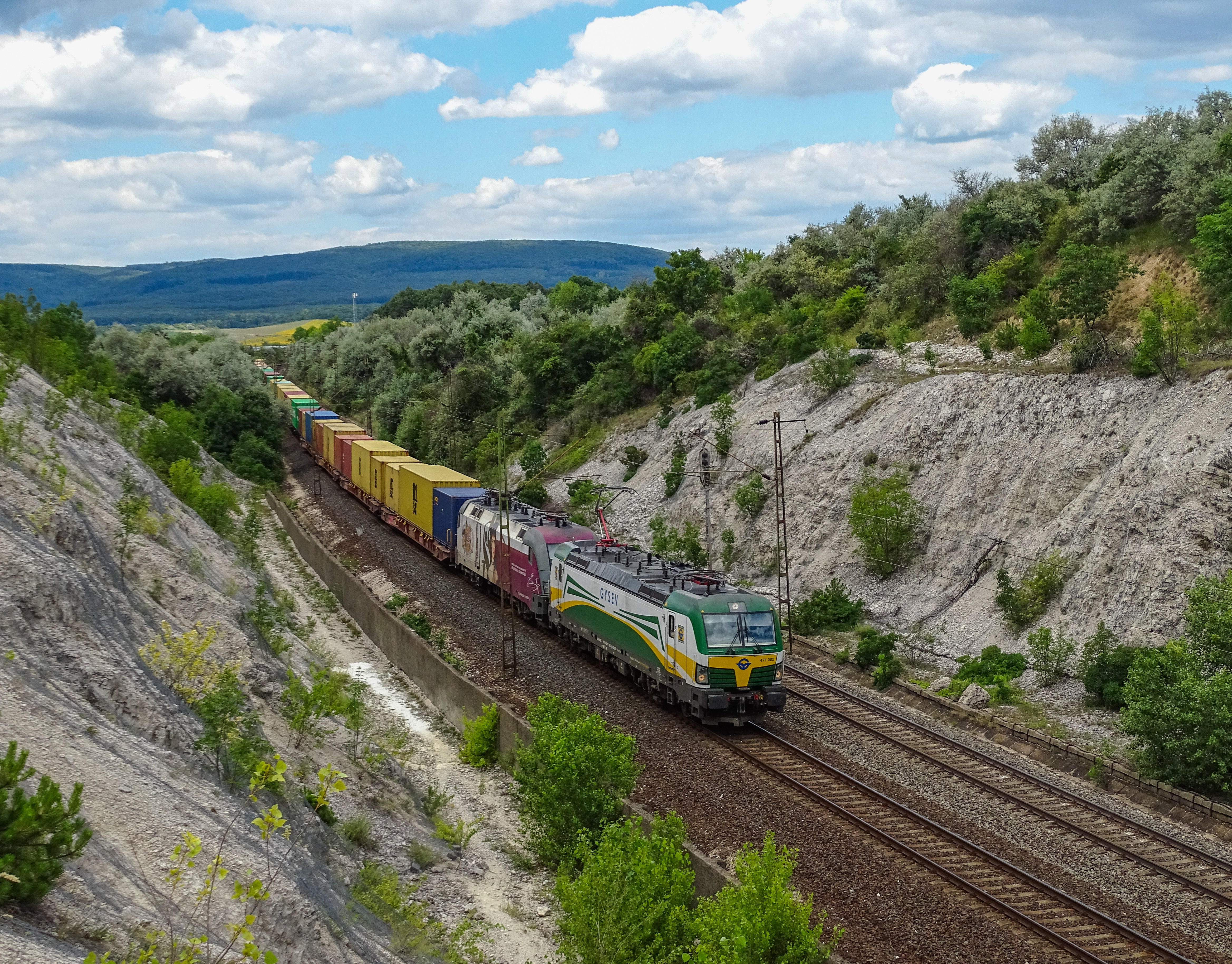
471-002 konténervonattal
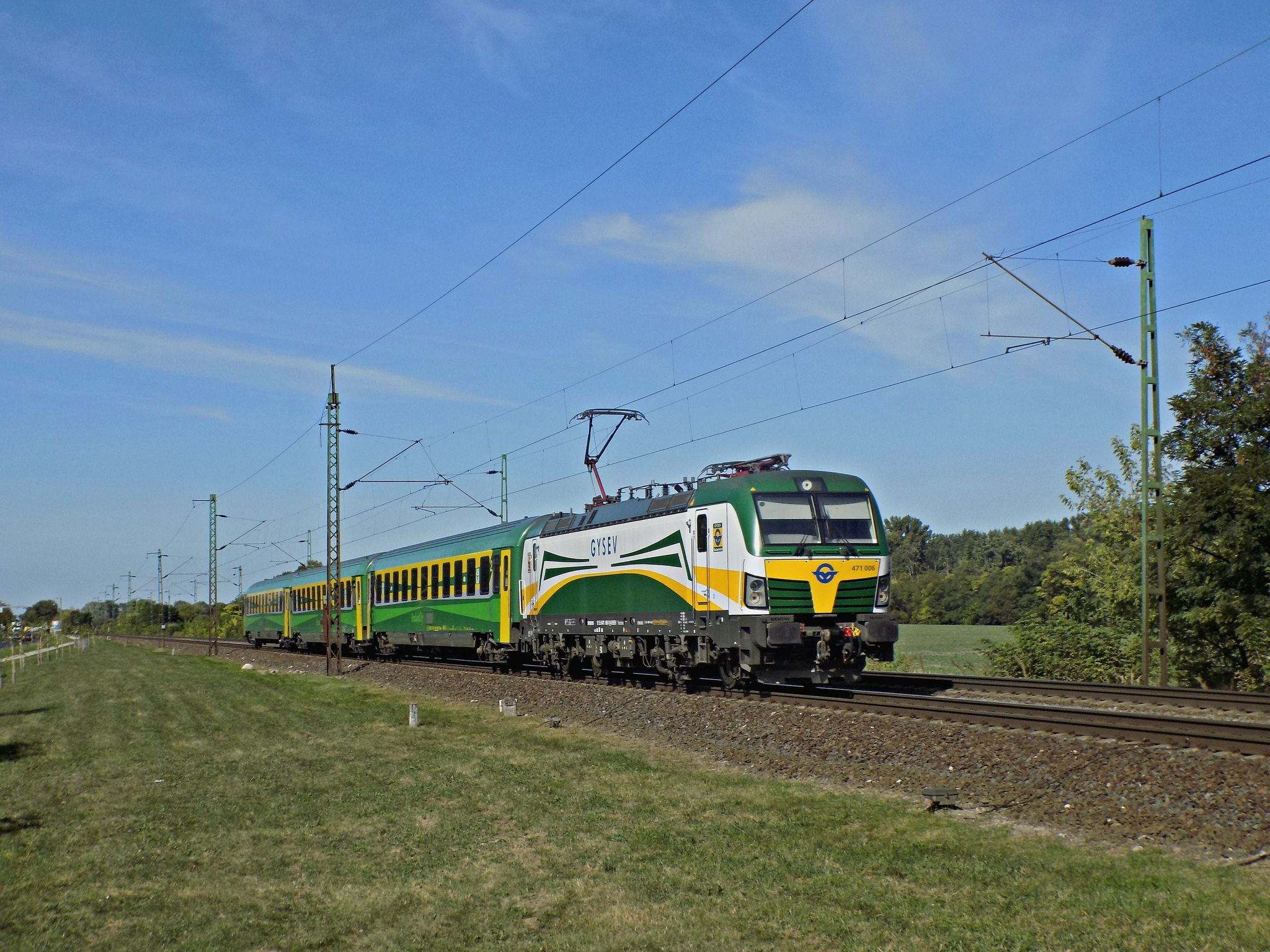
Rába IC halad az 1-es vonalon
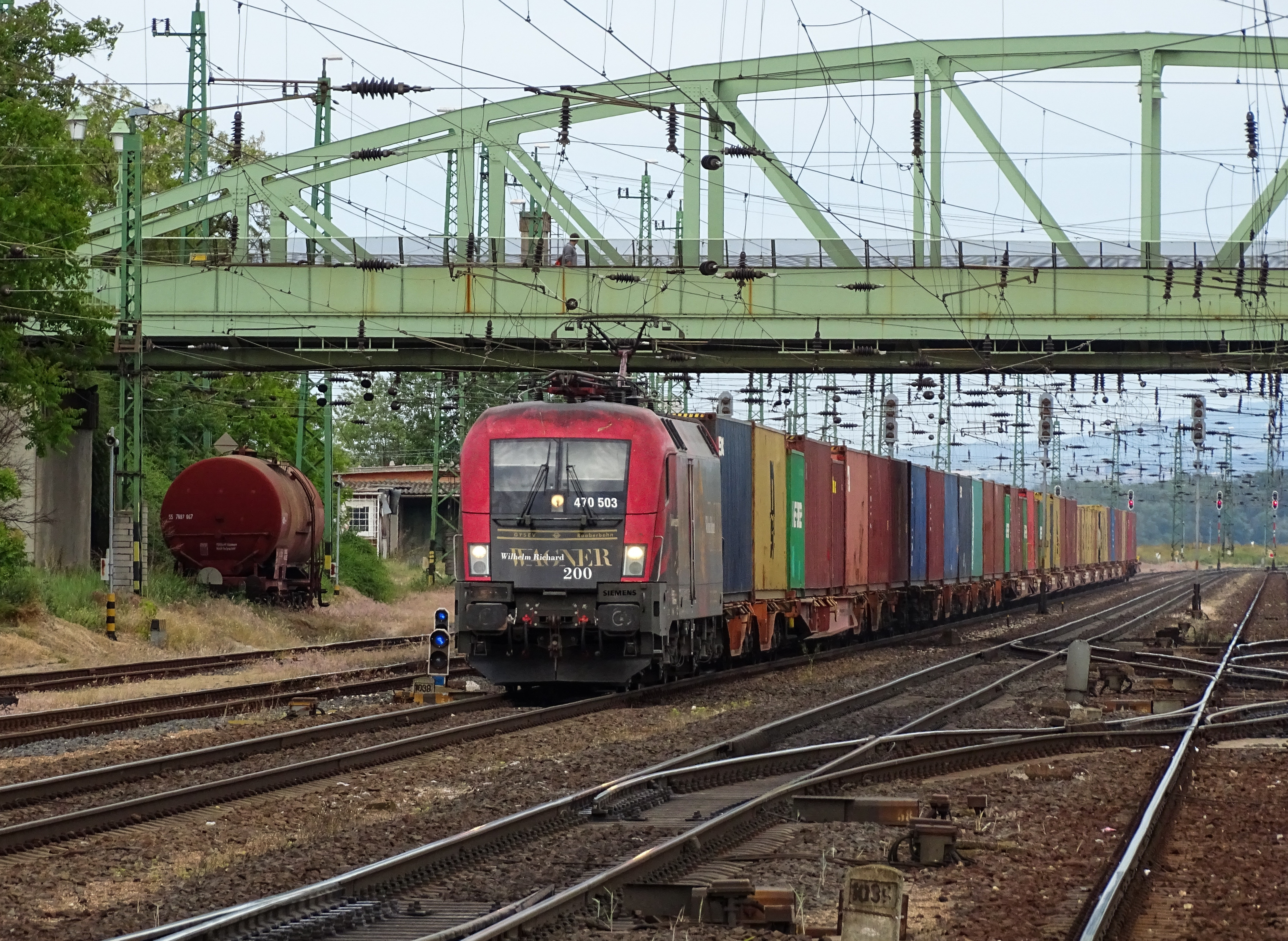
GYSEV Taurus konténervonattal
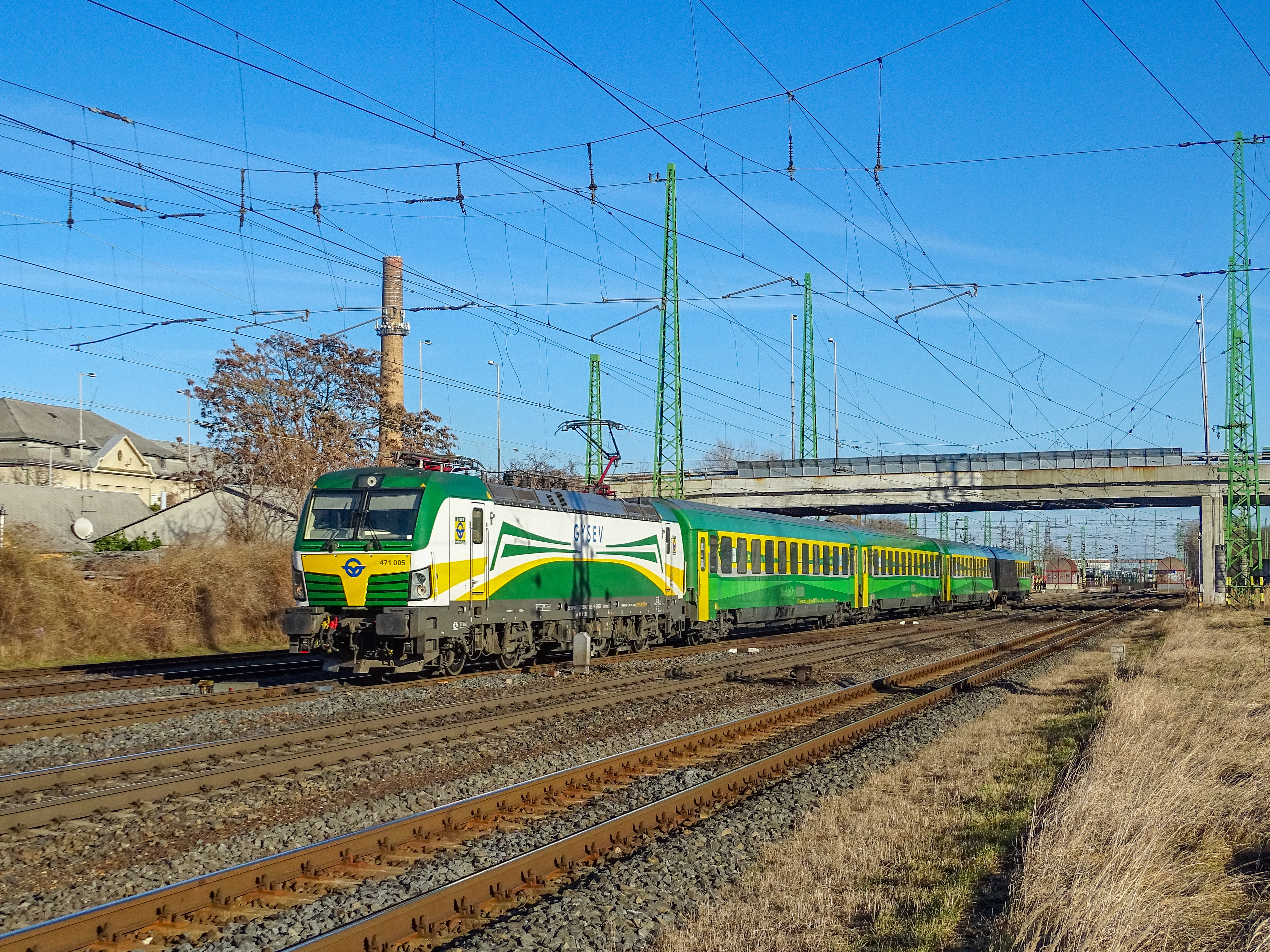
GYSEV Vectron InterCity-vonattal

## Vonalai

### Saját tulajdonú vonalak
| Szám | Vonal           | Szakasz      | Hossz (km) | Villamosítás | Kétvágányú | Üzemeltetés kezdete |
| ---- | --------------- | ------------ | ---------- | ------------ | ---------- | ------------------- |
| 8    | Győr–Sopron     | teljes vonal | 85         | Igen         | Nem        | 1876                |
| 512  | Sopron–Ebenfurt | teljes vonal | 33         | Igen         | Nem        | 1879                |

### Üzemeltetett vonalak

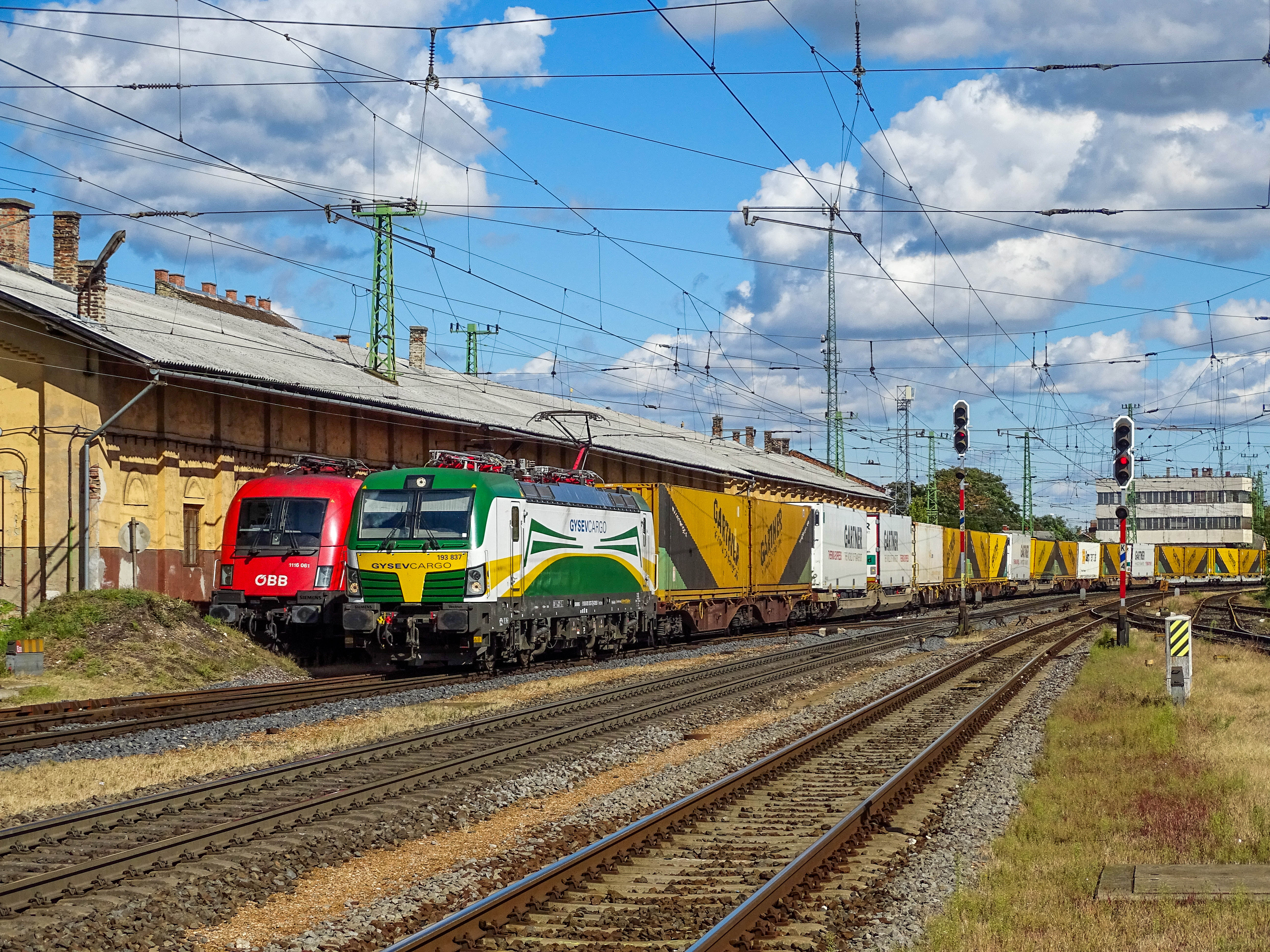
A GYSEV Kürtös-Sopron intermodális tehervonata Győrben

| Szám | Vonal                                | Szakasz                              | Hossz (km) | Villamosítás | Kétvágányú | Üzemeltetés kezdete                                                    |
| ---- | ------------------------------------ | ------------------------------------ | ---------- | ------------ | ---------- | ---------------------------------------------------------------------- |
| 1d   | Hegyeshalom–Rajka oh.                | teljes vonal                         | 13         | Igen         | Nem        | 2011                                                                   |
| 8a   | Fertőboz–Nagycenk (keskeny nyomtávú) | teljes vonal                         | 3,6        | Nem          | Nem        | 1970 (Fertőboz–Barátság), 1972 (Barátság–Kastély)                      |
| 9    | Fertőszentmiklós–Pomogy (FHÉV)       | teljes vonal                         | 13         | Igen         | Nem        | 1897                                                                   |
| 9    | Pomogy–Nezsider (FHÉV)               | teljes vonal                         | 37         | Igen         | Nem        | 1897                                                                   |
| 10   | Győr-Rendező–Celldömölk              | teljes vonal                         | 70,3       | Nem          | Nem        | 2025                                                                   |
| 11   | Győrszabadhegy–Veszprém              | teljes vonal                         | 73,3       | Nem          | Nem        | 2025                                                                   |
| 11a  | Zirc–Dudar                           | teljes vonal                         | 18,7       | Nem          | Nem        | 2025                                                                   |
| 15   | Ágfalva oh.–Szombathely              | teljes vonal                         | 62         | Igen         | Nem        | 2001                                                                   |
| 15d  | Harka–Harka oh.                      | teljes vonal                         | 1,2        | Igen         | Nem        | 2001                                                                   |
| 16   | Hegyeshalom–Szombathely              | teljes vonal                         | 111        | Igen         | Nem        | 2011                                                                   |
| 17   | Szombathely–Nagykanizsa              | teljes vonal                         | 49         | Igen         | Nem        | 2011                                                                   |
| 18   | Szombathely–Kőszeg                   | teljes vonal                         | 17,3       | Nem          | Nem        | 2011                                                                   |
| 20   | Székesfehérvár–Szombathely           | teljes vonal                         | 169,4      | Igen         | Nem        | 2011                                                                   |
| 21   | Szombathely–Szentgotthárd            | teljes vonal                         | 54         | Igen         | Nem        | 2006                                                                   |
| 22   | Körmend–Zalalövő                     | teljes vonal                         | 22,8       | Nem          | Nem        | 2011 (csak a pálya átvétele, vasúti forgalom nincs)                    |
| 23   | Zalaegerszeg–Rédics                  | teljes vonal                         | 49         | Nem          | Nem        | 2023.10.10-től személyszállítást, 2025.07.01-jétől a pályát is átvette |
| 24   | Zalabér-Batyk–Zalaszentgrót          | teljes vonal                         | 5,8        | Nem          | Nem        | 2025                                                                   |
| 25   | Boba–Őriszentpéter oh.               | teljes vonal                         | 100,1      | Igen         | Nem        | 2025                                                                   |
| 27   | Lepsény–Hajmáskér                    | Csajág–Hajmáskér                     | 22         | Nem          | Nem        | 2025                                                                   |
| 26   | Balatonszentgyörgy–Ukk               | teljes vonal                         | 63,3       | Nem          | Nem        | 2025                                                                   |
| 30   | Budapest–Murakeresztúr oh.           | Balatonszentgyörgy–Murakeresztúr oh. | 54         | Igen         | Nem        | 2025                                                                   |
| 60   | Murakeresztúr–Szentlőrinc            | Murakeresztúr–Gyékényes              | 17,3       | Igen         | Nem        | 2025                                                                   |

### Régebben
- Sárvár–Répcevis–Felsőlászló-vasútvonal

## Járműállománya
A 2020. decemberi állapot szerint:

### Járműállomány
MOZDONYOK/MOTORVONATOK:

| Darabszám | Típus                                           | Gyártás éve | Maximális sebesség | Pályaszám                 |
| --------- | ----------------------------------------------- | ----------- | ------------------ | ------------------------- |
| 5         | Siemens ES64U2V5 Taurus 470 sor. villanymozdony | 2002        | 230 km/h           | 470 501-505               |
| 6         | Siemens Vectron AC 471 sor. villanymozdony      | 2017        | 200 km/h           | 471 001-006               |
| 3         | Siemens Vectron MS 471 sor. villanymozdony      | 2017        | 200 km/h           | 471 500-502               |
| 15        | Ganz-MÁVAG M44 sor. dízelmozdony                | 1957–1974   | 80 km/h            | 448 301–315               |
| 2         | Ganz-MÁVAG M40 sor. dízelmozdony                | 1968–1969   | 100 km/h           | 408 401-402               |
| 1         | Ganz-Hunslet M42 sor. dízelmozdony              | 1994        | 80 km/h            | 428 001                   |
| 7         | Jenbacher 247 sor. dízel motorkocsi             | 1991–1995   | 120 km/h           | 247 503-509, 5047 501-502 |
| 6         | Jenbacher 1446/2446 sor. dízel motorvonat       | 1996        | 120 km/h           | 1446 513-517, 5147 511    |
| 10        | Stadler FLIRT 415 sor. motorvonat               | 2013-2015   | 160 km/h           | 415 500-509               |
| 10        | Stadler FLIRT 435 sor. motorvonat               | 2018-2019   | 160 km/h           | 435 501-510               |
| 5         | Siemens Desiro ML motorvonat                    | 2015-2016   | 160 km/h           | 4744 300-304              |

SZEMÉLYKOCSIK:

| Darabszám | Típus                                                                   | Gyártás éve/felújítás éve | Maximális sebesség | Pályaszám                    |
| --------- | ----------------------------------------------------------------------- | ------------------------- | ------------------ | ---------------------------- |
| 3         | Rába / Dunakeszi 10-33 sor. (Ap) termes IC kocsi belföldi forgalomra    | 1974/1995                 | 140 km/h           | 51 43 10-33 000-002          |
| 1         | Rába / Dunakeszi 10-36 sor. (Apee) termes IC kocsi belföldi forgalomra  | 1975/1995                 | 140 km/h           | 51 55 10-36 300              |
| 3         | Rába / Dunakeszi 20-36 sor. (Bpee) termes IC kocsi belföldi forgalomra  | 1974/1997                 | 140 km/h           | 51 55 20-36 300-302          |
| 9         | Rába / Dunakeszi 20-33 sor. (Bp) termes IC kocsi belföldi forgalomra    | 1974/1995                 | 140 km/h           | 51 43 20-33 000-005, 100-103 |
| 18        | SGP 21-90 sor. (Bmz) fülkés IC kocsi belföldi és nemzetközi forgalomra  | 1978-1980/2016            | 200 km/h           | 61 55 21-90 001-018          |
| 8         | SGP 31-90 sor. (ABmz) fülkés IC kocsi belföldi és nemzetközi forgalomra | 1978-1980/2016            | 200 km/h           | 61 55 31-90 001-008          |

### Vasúti járművek színezése
| Elem                                     | Színkód                         | Szín |
| ---------------------------------------- | ------------------------------- | ---- |
| Oldal- és homlokfal                      | RAL 6010 (fűzöld)               |      |
| Oldalsáv és homlokdísz, feliratok        | RAL 1023 (közlekedési sárga)    |      |
| Kocsiosztály-jel és kapaszkodó fogantyúk | RAL 1017 (sáfránysárga)         |      |
| Tető                                     | RAL 7043 (közlekedési szürke B) |      |
| Alváz (kivéve: 1047 és 5047 sor.)        | RAL 9005 (mélyfekete)           |      |
| Személykocsi lépcsőszegély               | RAL 9010 (fehér)                |      |
| Kereskedelmi cégjel és jelvény           | RAL 5010 (enciánkék)            |      |
| Feliratok zöld alapon                    | RAL 1023 (közlekedési sárga)    |      |
| Feliratok sárga alapon (kivéve V43 új)   | RAL 5010 (enciánkék)            |      |
| Feliratok V43 (új) sárga alapon          | RAL 6010 (fűzöld)               |      |
| V43 alvázkeret                           | RAL 7038 (achátszürke)          |      |
| 1047 alváz és alvázkeret                 | RAL 7022 (umbraszürke)          |      |

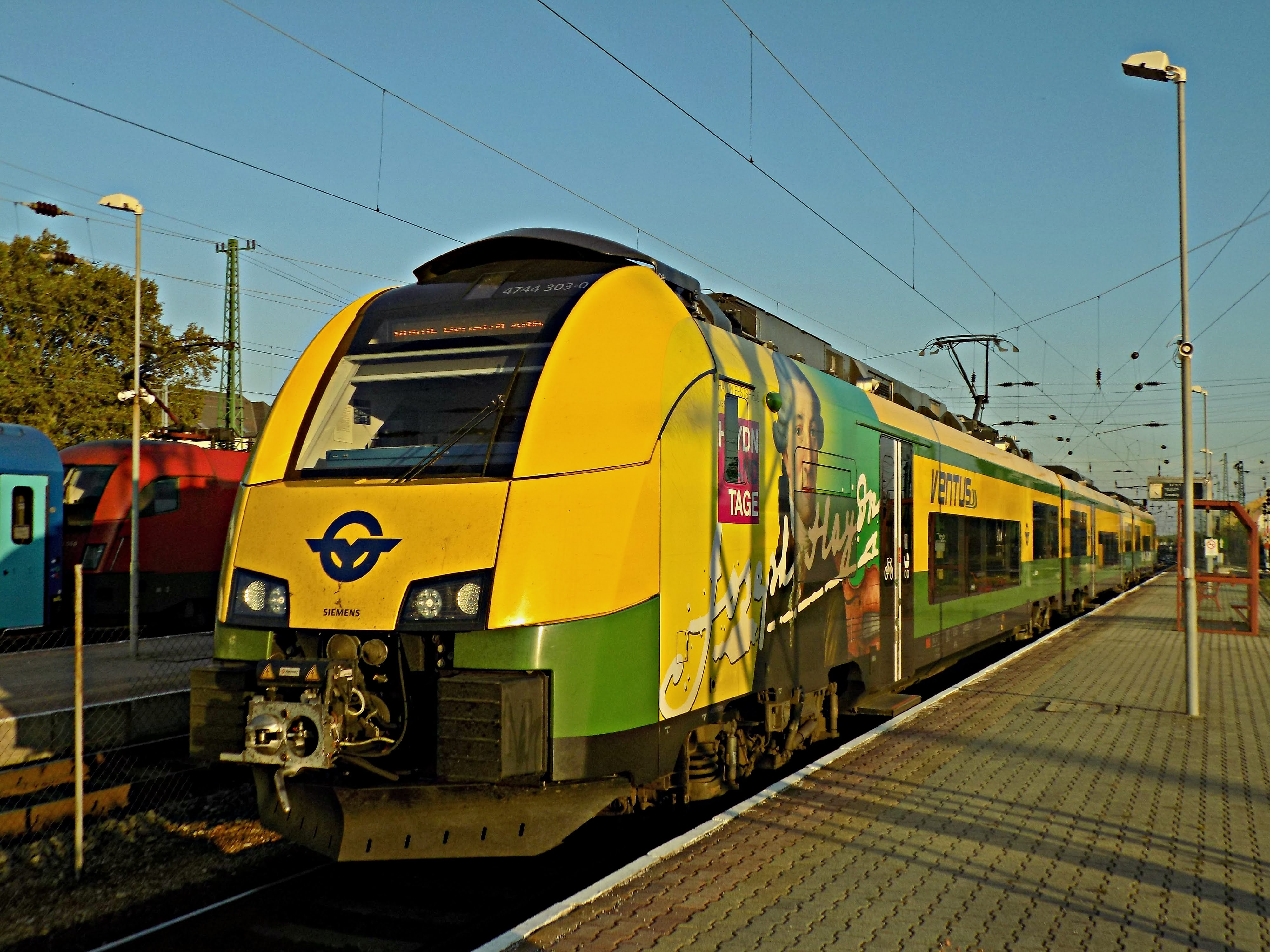
GYSEV 4744 Hegyeshalom állomáson

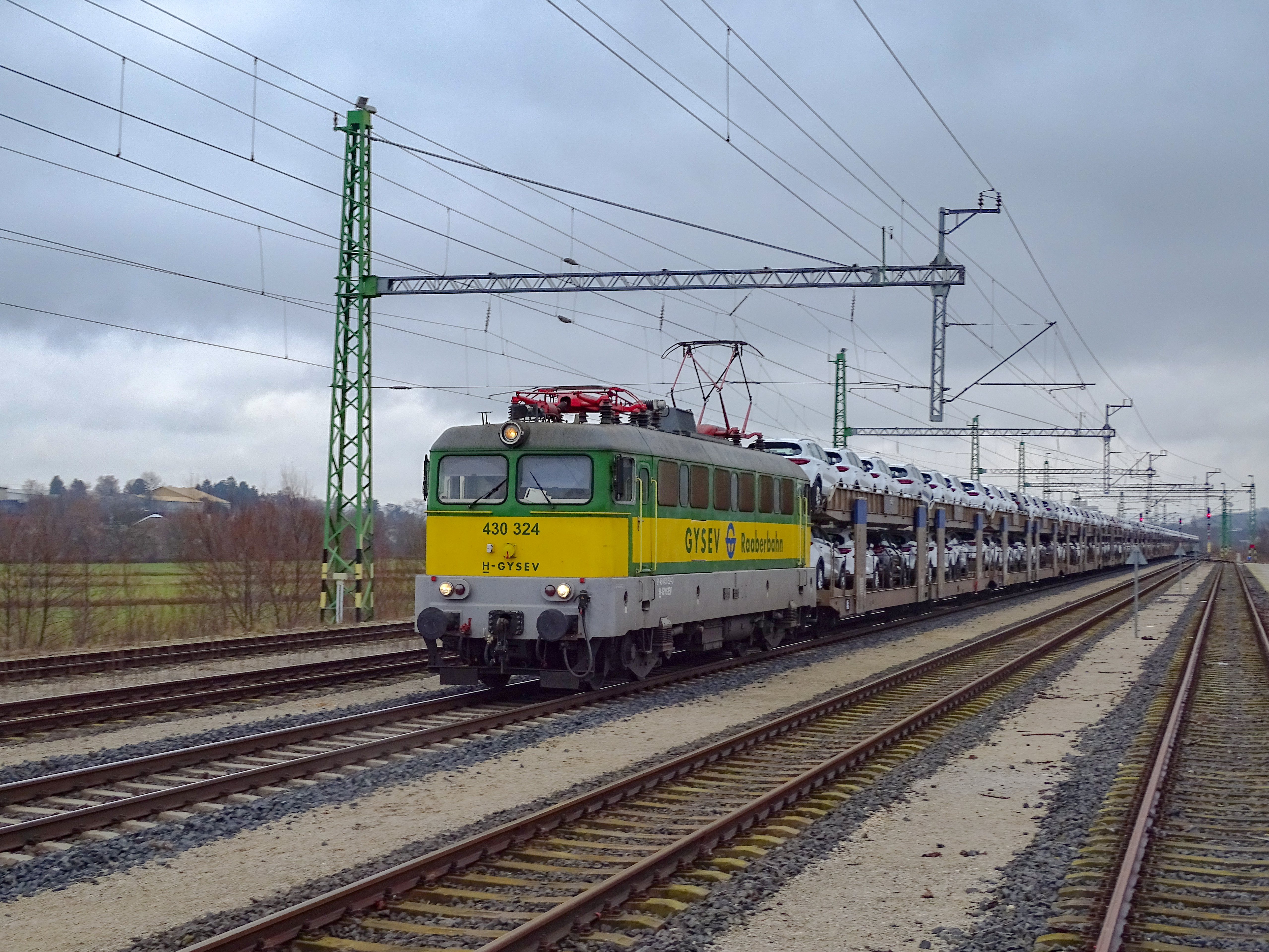
GYSEV V43 Andráshida állomáson egy KIA-vonattal

Kereskedelmi cégjel betűtípusa: Helvetica, dőlt.

## Forgalom
Az utasforgalom az elmúlt években az alábbi módon változott:
| Utasok száma | 5 952 163 | 4 225 778 | 4 062 370 | 6 220 224 |
|              | 2019      | 2020      | 2021      | 2022      |